# Telecommunications Research Establishment

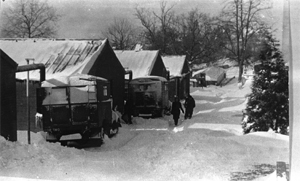
TRE in Malvern im Winter 1942/1943

Das britische Telecommunications Research Establishment (kurz TRE, deutsch: Entwicklungseinrichtung für Telekommunikation) wurde während des Zweiten Weltkrieges im Mai 1940 in Worth Matravers, zirka fünf Kilometer westlich von Swanage, als Forschungszentrum der britischen Luftwaffe (RAF) für die Weiterentwicklung der Radar-Technik gegründet. Um deutschen Zugriffen, ähnlich der erfolgreichen britischen Operation Biting vorzubeugen, wurde es im August 1942 nach Malvern, Worcestershire umgesiedelt.
Ausgangspunkt der britischen Radar-Entwicklung war 1935 das Aeronautical Research Committee in Orfordness nahe Ipswich unter der Leitung von Sir Henry Tizard. Diese Arbeitsgruppe zog zunächst 1936 in die nahegelegene Bawdsey Research Station um und im Frühsommer 1940 nach der eiligen Inbetriebnahme der Chain Home schließlich nach Worth Matravers.
Das TRE arbeitete eng mit Reginald Victor Jones im MI6 zusammen, um Maßnahmen gegen die überlegene deutsche Navigationstechnik und die damit verbundenen nächtlichen Bombenangriffe zu entwickeln. Eine andere wichtige Entwicklung des TRE war das Radar-Gerät H2S. Es nutzte das neu entwickelte Magnetron und erlaubte den britischen Bombern die zielgenaue Bombardierung in der Nacht und bei schlechten Sichtverhältnissen. In der Zeit von 1942 bis 1945 wuchs die Belegschaft von ca. 2000 Beschäftigten auf über 3500 Beschäftigte an.
In der Zeit nach dem Krieg wurde das TRE zunächst mit anderen Forschungseinrichtungen vereinigt und mehrfach umbenannt. Die 1953 durch Vereinigung mit dem Army Radar Establishment entstandene Einrichtung wurde zunächst als Radar Research Establishment und ab 1957 als Royal Radar Establishment bezeichnet. Daraus entstand 1976 nach Fusion mit dem Army Signals Research and Development Establishment (SRDE) das Royal Signals and Radar Establishment, welches anschließend 1992 in der Defence Evaluation and Research Agency (DERA) aufging, die ihrerseits 2001 in das privatwirtschaftliche Unternehmen QinetiQ und die staatliche Behörde Defence Science and Technology Laboratory (DSTL) aufgeteilt wurde.

## Bekannte Mitarbeiter
- Alan Blumlein
- B. V. Bowden, Baron Bowden (Bertram Vivian Bowden)
- R.J. Dippy
- Geoffrey Dummer
- Antony Hewish
- Alan Hodgkin
- Tom Kilburn
- Bernard Lovell
- J. A. Ratcliffe
- Alec H. Reeves
- Martin Ryle
- Francis Graham-Smith
- Maurice Wilkes
- Sir Frederic Calland Williams